# Maria Taferl

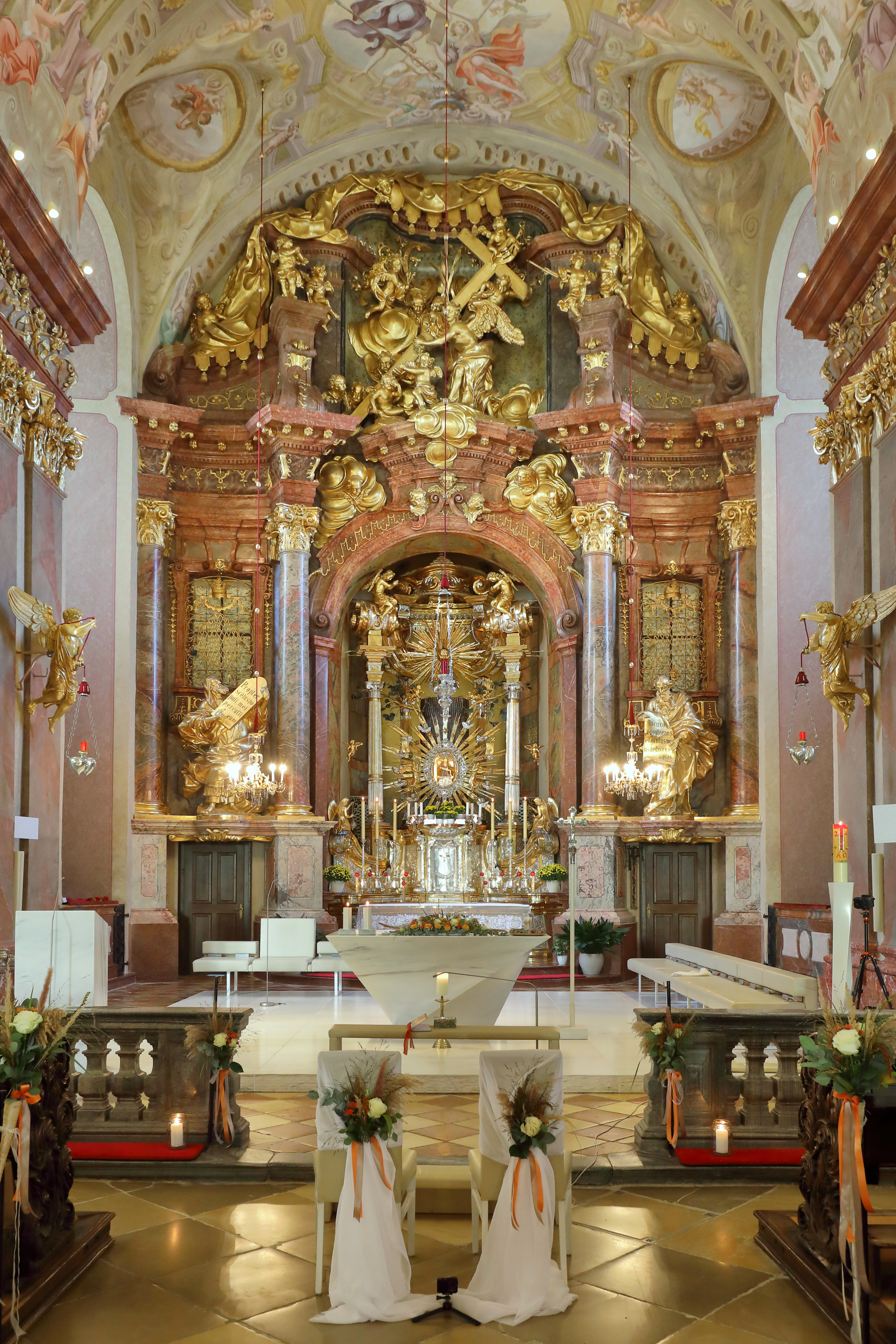
O altar da basílica menor de Maria Taferl

Maria Taferl é um município da Áustria localizado no distrito de Melk, no estado de Baixa Áustria.
Maria Taferl é um município do distrito de Melk na Baixa Áustria.
Anualmente muitos peregrinos visitam Maria Taferl que tem uma basílica menor.

## Geografia
Maria Taferl ocupa uma superfície de 12.18 km².

### Subdivisões de Maria Taferl
- Hilmagner
- Maria Taferl
- Obererla
- Oberthalheim
- Reitern
- Untererla
- Unterthalheim
- Wimm

## População
A freguesia tinha 852 habitantes no fim de 2005.

## Político
Herbert Gruber (ÖVP) é o Burgomestre de Maria Taferl.

### Câmara Municipial
- ÖVP 10
- SPÖ 5